# Limnophora platystoma
Limnophora platystoma är en tvåvingeart som först beskrevs av Thomson 1869.  Limnophora platystoma ingår i släktet Limnophora och familjen husflugor.
Artens utbredningsområde är Ecuador. Inga underarter finns listade i Catalogue of Life.